# József Éles
József Éles, né le 16 février 1969 à Budapest, est un ancien handballeur hongrois évoluant au poste d'arrière gauche ou de demi-centre.
Avec 828 buts marqués entre 1989-2000, Éles est le 4e meilleur buteur de l'histoire de l'équipe nationale de Hongrie.

## Palmarès

### En club
Compétition internationales
- Vainqueur de la Coupe des Coupes (1) : 1992
  - Finaliste en 1993
- Finaliste de la Ligue des champions en 2002

Compétition nationales
- Championnat de Hongrie (10) : 1992, 1993, 1994, 1995, 1997, 1998, 1999, 2001, 2002, 2003
- Coupe de Hongrie (10) : 1992, 1993, 1994, 1995, 1996, 1998, 1999, 2000, 2002, 2003

### En équipe nationale de Hongrie
- 7e place aux Jeux olympiques de 1992
- 11e place au Championnat du monde 1993
- 17e place au Championnat du monde 1995
- 4e place au Championnat du monde 1997

### Récompenses individuelles
- Deuxième (derrière Stéphane Stoecklin) dans l'élection du meilleur handballeur de l'année en 1997
- Élu meilleur handballeur de l'année en Hongrie (3) : 1992, 1993, 1997[2]
- 2e meilleur buteur du Championnat du monde 1997 avec 59 buts
- Co-meilleur buteur du Championnat du monde 1993 avec 41 buts
- Meilleur buteur de la Ligue des champions en 1998 avec 84 buts
- Meilleur buteur du Championnat de Hongrie en 1998
- Meilleur buteur de l'histoire du Veszprém KSE avec 1606 buts en 190 matchs[3]
- 4e meilleur buteur de l'histoire de l'équipe nationale de Hongrie avec 828 buts marqués[1]